# カスタマイズパーツ
カスタマイズパーツ(Customized parts)とは、工業製品に追加あるいは交換して取り付ける部品のことである。カスタムパーツとも呼ばれる。
自動車やオートバイの関連用語として用いられることが多い。

## 自動車
空力特性を考慮していないエアロパーツやホイールカバーなど見栄えを良くする目的で装着されるものや、透明度の低いスモークフィルムなどのようにプライバシー確保の目的で装着するものなどがある。
広義には性能向上を目的とした足回りや動力系の「チューニングパーツ」も含まれる。

## バイク
エンジン自体を交換することもある。

## 自転車
オートバイ用と比較した場合、汎用品である場合が多い。

## パソコン
新たに付加する拡張カード類をこう呼ぶことがある。

## 玩具
多数の複雑な部品によって構成される製品、例を挙げると遊戯銃やラジコンカーなどで特に用いられる。部品の大半ないしほぼすべてをカスタマイズパーツのみで構成することも可能である。